# 3 000 mètres steeple masculin aux championnats du monde d'athlétisme 1983
Navigation
Rome 1987
L'épreuve du 3 000 mètres steeple masculin des championnats du monde d'athlétisme 1983 s'est déroulée du 9 au 12 août 1983 dans le Stade olympique d'Helsinki, en Finlande. Elle est remportée par l'Allemand de l'Ouest Patriz Ilg.

## Résultats

### Finale
| Rang               | Athlète             | Pays                 | Temps         |
| ------------------ | ------------------- | -------------------- | ------------- |
| Médaille d'or      | Patriz Ilg          | Allemagne de l'Ouest | 8 min 15 s 06 |
| Médaille d'argent  | Bogusław Mamiński   | Pologne              | 8 min 17 s 03 |
| Médaille de bronze | Colin Reitz         | Royaume-Uni          | 8 min 17 s 75 |
| 4                  | Joseph Mahmoud      | France               | 8 min 18 s 32 |
| 5                  | Roger Hackney       | Royaume-Uni          | 8 min 19 s 38 |
| 6                  | Graeme Fell         | Royaume-Uni          | 8 min 20 s 01 |
| 7                  | Julius Korir        | Kenya                | 8 min 20 s 11 |
| 8                  | Henry Marsh         | États-Unis           | 8 min 20 s 45 |
| 9                  | Mariano Scartezzini | Italie               | 8 min 21 s 17 |
| 10                 | Domingo Ramón       | Espagne              | 8 min 21 s 32 |
| 11                 | Hagen Melzer        | Allemagne de l'Est   | 8 min 21 s 33 |
| 12                 | Tommy Ekblom        | Finlande             | 8 min 21 s 50 |

## Légende
Records et Performances
- AR : Record continental (area record)
- CR : Record des championnats (championship record)
- MR : Record du meeting (meet record)
- NR : Record national (national record)
- OR : Record olympique (olympic record)
- PR : Record paralympique (paralympic record)
- PB : Record personnel (personal best)
- SB : Meilleure performance personnelle de la saison (season's best)
- WL : Meilleure performance mondiale de l'année (world leader)
- WJR : Record du monde junior (world junior record)
- WR : Record du monde (world record)

Circonstances et Conditions
- DNF : N'a pas terminé (did not finish)
- DNS : N'a pas pris le départ (did not start)
- DQ : Disqualification (disqualification)
- NM : Aucun essai valable enregistré (No Mark)
- Q : Qualifié « directement » au prochain tour (ou à la prochaine compétition), lors d'une compétition majeure, grâce au classement ou à la réalisation des minima (automatic qualifier)
- q : Qualifié au prochain tour (ou à la prochaine compétition), lors d'une compétition majeure, grâce au repêchage ou à la réalisation de l'une des meilleures performances parmi celles des « non qualifiés directement » (grâce au meilleur temps ou à la meilleure distance par exemple) (secondary qualifier)